# Іґнацев-Фольварчни
Іґнацев-Фольварчни (пол. Ignacew Folwarczny) — село в Польщі, у гміні Паженчев Зґерського повіту Лодзинського воєводства.
Населення — 148 осіб (2011).

## Демографія
Демографічна структура станом на 31 березня 2011 року:
|          | Загалом | Допрацездатний вік | Працездатний вік | Постпрацездатний вік |
| -------- | ------- | ------------------ | ---------------- | -------------------- |
| Чоловіки | 80      | 14                 | 55               | 11                   |
| Жінки    | 68      | 14                 | 34               | 20                   |
| Разом    | 148     | 28                 | 89               | 31                   |